# Clorinda Matto de Turner
Grimanesa Martina Mato Usandivaras de Turner, dite Clorinda Matto (Cuzco, 11 septembre 1852 - Buenos Aires, 25 octobre 1909) est une femme de lettres péruvienne, fondatrice du roman indigéniste.

## Biographie
Fille de Ramón Mato Torres et de Grimanesa Concepción Usandivaras Gárate, elle naquit en 1852 dans la maison de famille des Matto sur la Plaza de San Francisco à Cuzco, et fut baptisée le 30 décembre 1852 sous le nom de Grimanesa Martina, bien qu'elle prît plus tard le prénom de Clorinda, sous lequel elle sera connue tout le long de sa vie. Son grand-père paternel était un magistrat de la cour supérieure de justice de Cuzco.
Dans la propriété de ses parents, elle eut l'occasion d'observer la vie champêtre, et elle apprit à parler quechua. Elle fit ses études primaires au Collège de Notre Dame des grâces à Cuzco, mais les interrompit à la mort de sa mère. Elle dut alors s'occuper de ses trois petits frères. Elle voulait partir étudier la médecine aux États-Unis, mais son père s'y opposa.
En 1871, elle épousa le commerçant, médecin et propriétaire foncier anglais Joseph Turner, et partit vivre avec lui au village andin de Tinta. À la mort de son mari dix ans plus tard, en 1881, elle dut affronter de sérieux problèmes financiers, des avocats et des juges corrompus lui ayant fait perdre une grande partie de son héritage.
En 1876, Clorinda Matto fonda la revue El Recreo, qui publia des auteurs célèbres de son temps comme Juana Manuela Gorriti, Ricardo Palma, Rufino José Cuervo ou Fernán Caballero. Elle abandonna ce projet un an après, pour raisons de santé, et déménagea à Arequipa. Elle prit le poste de rédactrice en chef du journal La Bolsa (1884-1885). En 1884, elle publia Elementos de Literatura Según el Reglamento de Instrucción Pública Para Uso del Bello Sexo. La même année fut créée sa tragédie Hima-Sumac ó El secreto de los Incas. Drama histórico en tres actos y en prosa à Arequipa, qui ne fut représentée qu'une fois encore à Lima en 1888, où Clorinda Matto s'était installée en 1886. 
En 1886 parut son essai biographique Doctor Lunarejo sur Juan de Espinosa Medrano, qui avait publié des drames en quechua au XVIIe siècle. En 1889, elle devint rédactrice en chef de El Perú Ilustrado à Lima, alors que paraissait son roman Aves sin nido ("Oiseaux sans nid"), qui la rendit célèbre. À la suite de cette publication et de celle d'un récit prétendument sacrilège dans El Perú Ilustrado, l'église catholique lança une campagne contre Clorinda Matto. Elle fut excommuniée et une foule échauffée par le clergé attaqua sa maison, incendiant son effigie et brûlant ses livres, qui furent interdits. Ce roman avait fait naître la controverse parce qu'il racontait l'histoire d'amour entre un homme blanc et une belle indigène, qui ne pouvaient se marier parce qu'ils découvraient qu'ils étaient frère et sœur du même père, un prêtre coureur de jupons. Peu de gens s'avancèrent pour l'aider et prendre sa défense publiquement. Elle retint trois amis, à qui elle dédia son roman Índole ("Tempérament") : "à mes chers amis et collègues Ricardo Palma, Emilio Gutiérrez de Quintanilla et Ricardo Rossel". Ce dernier s'était présenté à la Chambre des députés en 1890 pour protester contre les abus commis contre Clorinda Matto et sa famille.
En 1891, elle renonça à son poste pour que la censure contre El Perú Ilustrado fût levée, et partit à l'étranger quelque temps, allant visiter l'exposition mondiale de Chicago. En 1892, elle fonda avec son frère le docteur David Matto l'imprimerie "La Equitativa" à Lima, où ne travaillaient que des femmes et qui éditait le journal Los Andes. Depuis ses pages, Clorinda Matto défendait le gouvernement d'Andrés Avelino Cáceres. En 1895, les troupes du président Nicolás de Piérola occupèrent Lima et détruisirent la maison et l'imprimerie des frères Matto. Le 25 avril 1895, elle quitta Lima et s'exila à Buenos Aires, en passant par Valparaíso, Santiago du Chili et Mendoza. Elle gagna sa vie comme enseignante et journaliste. Elle fonda la revue Búcaro Americano, où elle publia des écrivains comme Ricardo Palma, Amado Nervo, Rubén Darío ou Leopoldo Lugones. Elle fut la première femme à entrer dans l'Ateneo de Buenos Aires, en 1895.
Vers la fin de sa vie, elle entreprit une série de voyages en Espagne, en France, en Italie, en Allemagne et en Angleterre. Elle mourut à Buenos Aires le 25 octobre 1909. Sa dépouille fut rapatriée en 1924, sur une résolution du Congrès péruvien.

## Œuvres

### Romans
- Aves sin nido. Lima: Imprenta del Universo de Carlos Prince, 1889.
- Índole. Lima: Imprenta Bacigalupi, 1891.
- Herencia. Lima: Imprenta Bacigalupi, 1893.

### Théâtre
- Hima-Sumac ó El secreto de los Incas. Drama histórico en tres actos y en prosa (joué en 1884, publié en 1890 en El Perú Ilustrado)

### Essais et biographies
- Tradiciones Cuzqueñas 1884-1886
- Doctor Lunarejo 1886
- Leyendas y recortes
- Bocetos al lápiz de americanos célèbres (1890) : 11 biographies
- Boreales, miniaturas y porcelanas (1902) : 23 portraits
- Viaje de recreo (Valencia, 1909, édition posthume)

## Source
- (es) Cet article est partiellement ou en totalité issu de l’article de Wikipédia en espagnol intitulé « Clorinda Matto de Turner » (voir la liste des auteurs).